# Шугур-Джурт
Шугу́р-Джурт (укр. Шуґур-Джурт, крымскотат. Şükür Curt, Шукюр Джурт) — исчезнувшее село в Джанкойском районе Республики Крым, располагавшееся на северо-западе района, в степной части Крыма, примерно в 2—3 км к западу от современного села Солонцовое.

## История
Первое документальное упоминание села встречается в Камеральном Описании Крыма… 1784 года, судя по которому, в последний период Крымского ханства Чегыр входил в Самарчик кадылык Перекопского каймаканства. После присоединения Крыма к России (8) 19 апреля 1783 года, (8) 19 февраля 1784 года, именным указом Екатерины II сенату, на территории бывшего Крымского Ханства была образована Таврическая область и деревни были приписаны к Перекопскому уезду. После Павловских реформ, с 1796 по 1802 год, входили в Перекопский уезд Новороссийской губернии. По новому административному делению, после создания 8 (20) октября 1802 года Таврической губернии, Шугур был включён в состав Джанайской волости Перекопского уезда.
По Ведомости о всех селениях в Перекопском уезде состоящих с показанием в которой волости сколько числом дворов и душ… от 21 октября 1805 года в деревне Шукур числилось 18 дворов и 99 жителей крымских татар. На военно-топографической карте 1817 года деревня не обозначена, но после реформы волостного деления 1829 года Шугур, согласно «Ведомости о казённых волостях Таврической губернии 1829 года» оставалась в составе прежней волости. На картах 1836 1842 года обозначены уже развалины деревни Шугур-Джурт — видимо, была оставлена жителями вследствие массовой эмиграции крымских татар в Турцию.
Вновь название населённого пункта, как Шугур-Джурт-Кипчак, встречается в Статистическом справочнике Таврической губернии. Ч.II-я. Статистический очерк, выпуск пятый Перекопский уезд, 1915 год, согласно которому на хуторе Шукур-Джурут-Кипчак (Христофора Кнауэра) Богемской волости Перекопского уезда числился 1 двор с немецким населением в количестве 10 человек приписных жителей. В дальнейшем в доступных источниках не упоминается.